# نونو بيتنكورت
نونو بيتنكورت (بالبرتغالية: Nuno Bettencourt؛ بالإنجليزية: Nuno Bettencourt) هو موسيقي ومنتج أسطوانات ومغن مؤلف ومغني وملحن وعازف قيثارة برتغالي وأمريكي، ولد في 20 سبتمبر 1966 في برايا دي فيتوريا في البرتغال.

## وصلات خارجية
- الموقع الرسمي
- نونو بيتنكورت على موقع IMDb (الإنجليزية)
- نونو بيتنكورت على موقع ميوزك برينز (الإنجليزية)
- نونو بيتنكورت على موقع قاعدة بيانات برودواي على الإنترنت (الإنجليزية)
- نونو بيتنكورت على موقع إن إن دي بي (الإنجليزية)
- نونو بيتنكورت على موقع أول ميوزيك (الإنجليزية)
- نونو بيتنكورت على موقع ديسكوغز (الإنجليزية)
- نونو بيتنكورت على موقع قاعدة بيانات الفيلم (الإنجليزية)